# Campanula pterocaula
Campanula pterocaula är en klockväxtart som beskrevs av Heinrich Carl Haussknecht. Campanula pterocaula ingår i släktet blåklockor, och familjen klockväxter. Inga underarter finns listade i Catalogue of Life.